# Earliest Due Date
Il teorema noto come dei Tempi di Consegna il prima possibile o Earliest Due Date elaborato nella Teoria della schedulazione afferma che il massimo ritardo tra i lotti-maximum job tardiness è minimizzato sequenziando i lotti in ordine tale che:
{\displaystyle d_{[1]}\leq \ d_{[2]}\leq \ } {\displaystyle ...\leq \ d_{[n]}}.
dove {\displaystyle d_{[i]}} è la data di consegna del lotto che verrà lavorato in posizione  i-esima.
L'ambiente produttivo cui si riferisce il risultato sopra esposto è un reparto assimilabile ad una macchina singola che deve lavorare n lotti cui sono assegnate le date di consegna..
Nel seguito per indicare la posizione assegnata ad un generico lotto k-esimo in una sequenza ordinata di lotti si adotta la seguente convenzione di scrittura: si utilizzeranno le parentesi quadre per denotare la posizione scelta nella sequenza. Ad esempio il simbolo [7]=5 significa che il lotto numero 5 è assegnato alla posizione 7 nella sequenza; così come {\displaystyle p_{[k]}} indicherà il tempo di lavorazione del lotto che occupa la posizione k-esima nella sequenza.
Si consideri una sequenza S di lotti che non sono stati ordinati con la regola delle date di consegna crescenti, ciò significa che esiste una qualche posizione i per cui si ha {\displaystyle d_{[i]}>\ d_{[i+1]}}.
Ora si consideri un'altra sequenza S' che differisce dalla sequenza S per il fatto che è stata ottenuta scambiando la posizione dei due lotti  {\displaystyle L_{[i]}} ed {\displaystyle L_{[i+1]}}. La nuova sequenza S' presenta gli stessi lotti della S nelle prime i-1 posizioni e nelle n-i-1 posizioni, sicché questi n-2 lotti iniziano e terminano la lavorazione nello stesso momento. Ricordando che la Lateness di un lotto j, in simboli {\displaystyle L_{j}}, è la differenza tra il tempo di completamento e la data di consegna, {\displaystyle L_{j}=C_{j}-d_{j}}, è chiaro che la lateness degli n-2 lotti in esame è la stessa sia per la sequenza S che per S', {\displaystyle L=L'}.
Ciò per cui differiscono S ed S' sono le lateness dei due lotti i e i+1 che sono stati scambiati. Si vuole verificare che la massima latenenss
{\displaystyle L_{max}=max\left\{L;L_{[i]};L_{[i+1]}\right\}} per la sequenza S è non inferiore alla massima lateness {\displaystyle L_{max}'=max\left\{L';L_{[i]}';L_{[i+1]}'\right\}} per la sequenza S'. Se infatti si dimostra vera la tesi per cui
{\displaystyle L_{max}\geq \ L_{max}'}
significa che per ogni sequenza S scelta esiste un potenziale miglioramento scambiando coppie adiacenti di lotti secondo l'ordine naturale delle date di consegna. In altri termini, qualsiasi sequenza può essere sempre riordinata secondo date di consegna crescenti senza peggiorare la massima lateness.
Indicato per brevità di notazione {\displaystyle t=\sum _{j=1}^{i-1}p_{[j]}} sia per S che per S', si avrà come lateness per i primi i lotti della sequenza S
{\displaystyle L_{[i]}=t+p_{[i]}-d_{[i]}}
e come lateness per i primi i+1 lotti della sequenza S
{\displaystyle L_{[i+1]}=t+p_{[i]}+p_{[i+1]}-d_{[i+1]}}.
Per S' invece sarà:
{\displaystyle L_{[i+1]}'=t+p_{[i+1]}-d_{[i+1]}}
e
{\displaystyle L_{[i]}'=t+p_{[i+1]}+p_{[i]}-d_{[i]}}.
Poiché {\displaystyle d_{[i]}>\ d_{[i+1]}} si deduce per confronto che  {\displaystyle L_{[i+1]}>L_{[i]}'},
inoltre poiché {\displaystyle p_{j}>0} è vero che {\displaystyle L_{[i+1]}>L_{[i+1]}'}.
Pertanto le due disequazioni appena scritte portano a concludere che certamente si ha
{\displaystyle L_{[i+1]}>max\left\{L_{[i]}';L_{[i+1]}'\right\}}.
Ora per definizione di massimo è sempre vera a priori la seguente catena di disuguaglianze
{\displaystyle L_{max}=max\left\{L;L_{[i]};L_{[i+1]}\right\}\geq \ max\left\{L_{[i]};L_{[i+1]}\right\}\geq \ L_{[i+1]}}.
Poiché in precedenza si è evidenziato che
{\displaystyle L_{[i+1]}>max\left\{L_{[i]}';L_{[i+1]}'\right\}} 
è lecito scrivere per la proprietà transitiva della relazione d'ordine  che
{\displaystyle L_{max}\geq \ max\left\{L_{[i]}';L_{[i+1]}'\right\}}.
Nuovamente  si ha
{\displaystyle max\left\{L_{[i]}';L_{[i+1]}'\right\}\geq \ max\left\{L;L_{[i]}';L_{[i+1]}'\right\}}.
Inoltre ricordando che {\displaystyle L=L'} si può scrivere
{\displaystyle max\left\{L;L_{[i]}';L_{[i+1]}'\right\}=\ max\left\{L';L_{[i]}';L_{[i+1]}'\right\}=L_{max}'}
ne consegue che 
{\displaystyle L_{max}\geq \ L_{max}'}
e dunque rimane dimostrata la tesi.
La minimizzazione della massima tardiness è conseguenza diretta della definizione di lateness:
{\displaystyle T_{max}=max\left\{0;L_{max}\right\}}.

### Riferimenti
1. ↑  Jackson, 43.